# Nicolaas Schneiders
Nicolaas Martinus Schneiders C.I.C.M. (Hoorn, 24 augustus 1903 - 19 februari 1982) was een Nederlands geestelijke en een aartsbisschop van de Rooms-Katholieke Kerk, werkzaam in Indonesië.
Schneiders werd op 17 augustus 1930 tot priester gewijd bij de congregatie van het Onbevlekt Hart van Maria. Vervolgens vertrok hij naar Indonesië waar hij als missionaris werkzaam was.
Schneiders werd op 10 juni 1948 benoemd tot apostolisch vicaris van Makassar en tot titulair bisschop van Cos. Zijn bisschopswijding vond plaats op 27 september 1948. Toen het apostolisch vicariaat van Makassar op 3 januari 1961 werd omgezet in een aartsbisdom werd Schneiders benoemd tot eerste aartsbisschop.
Schneiders ging op 7 augustus 1973 met emeritaat.